# Frank Twiss

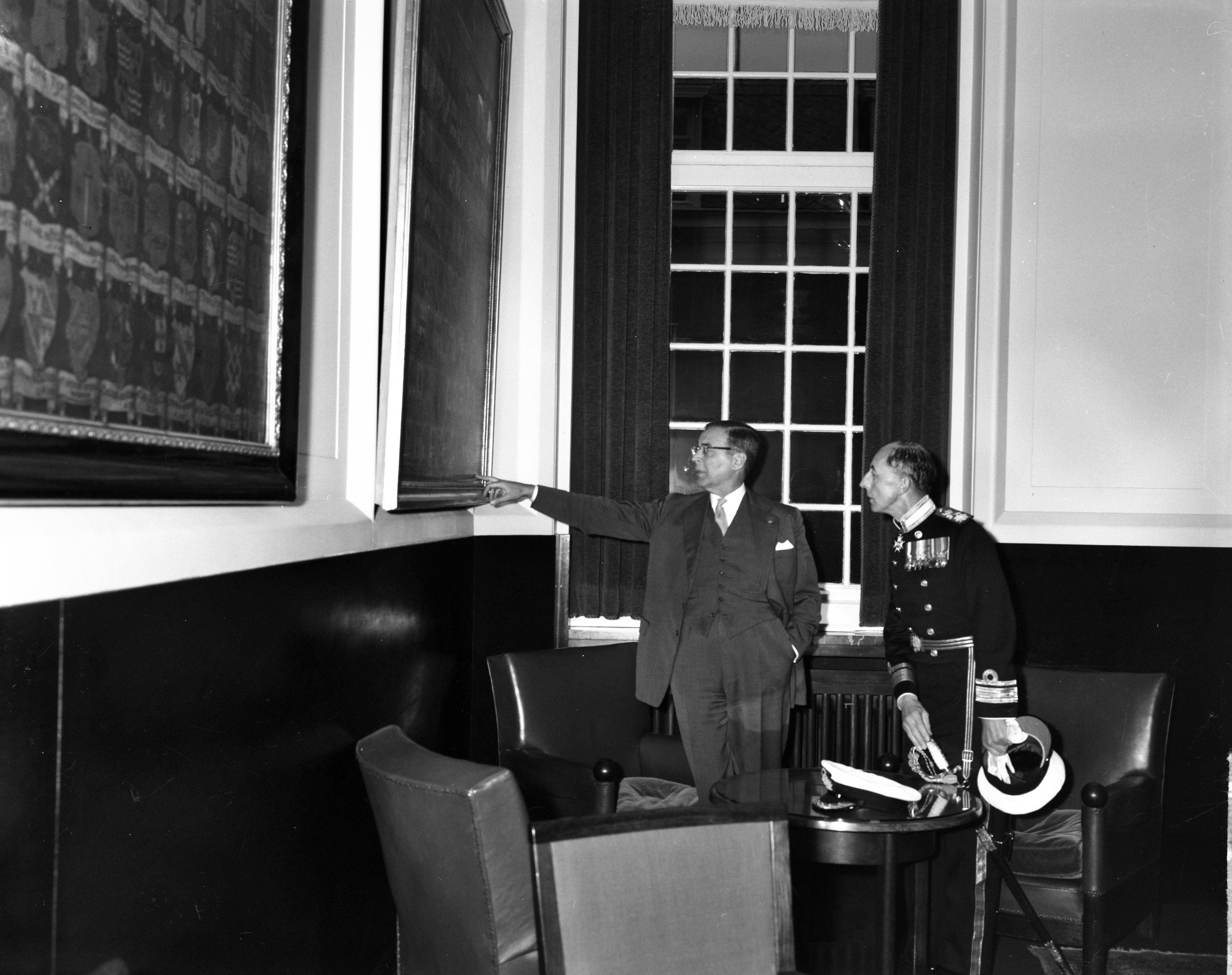
Konteradmiral Frank Twiss (rechts) bei einem Empfang mit dem Bürgermeister Amsterdams Gijs van Hall (2. November 1962).

Sir Frank Roddam Twiss, KCB, KCVO, DSC (* 7. Juli 1910 in Britisch-Indien; † 26. Januar 1994 im Princess Alexandra Hospital in Wroughton, Wiltshire) war ein britischer Seeoffizier und zuletzt Admiral, der unter anderem zwischen 1965 und 1967 Oberkommandierender der Fernostflotte (Far Eastern Fleet) sowie von 1967 bis 1970 Zweiter Seelord war. Er fungierte ferner zwischen 1970 und 1978 als Gentleman Usher of the Black Rod sowie von 1971 bis 1978 auch als Sekretär des Lord Great Chamberlain und als Sergeant-at-Arms des Oberhauses (House of Lords).

## Leben

### Ausbildung zum Seeoffizier und Zweiter Weltkrieg

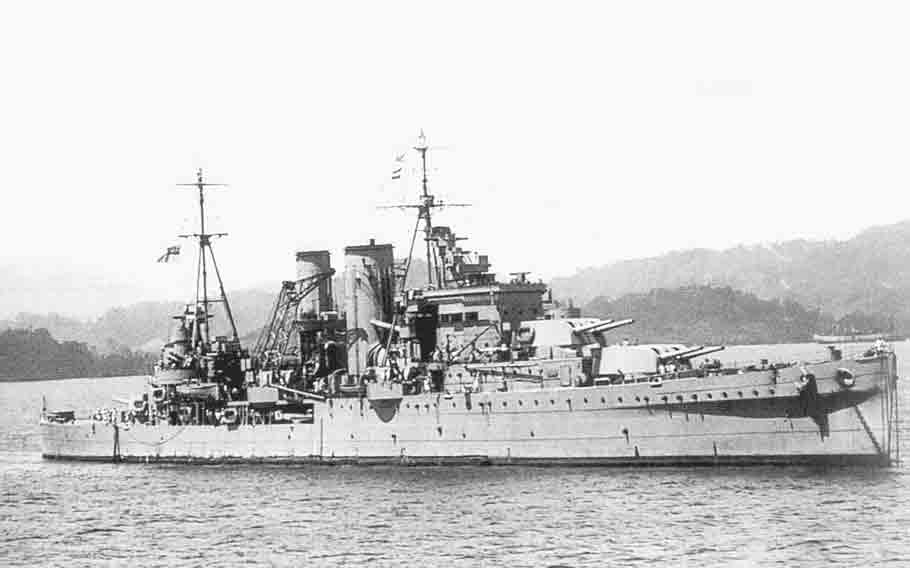
Twiss geriet als Artillerieoffizier auf dem Schweren Kreuzer Exeter nach dessen Versenkung in der Zweiten Schlacht in der Javasee am 1. März 1942 in japanische Kriegsgefangenschaft.

Frank Roddam Twiss, dessen Vater Oberst Edward Kemble Twiss in der Britisch-Indischen Armee diente, begann 1924 als Seekadett seine Ausbildung zum Seeoffizier auf dem Schulschiff Britannia, dem Britannia Royal Naval College in Dartmouth. Nach Abschluss der Ausbildung fand er 1927 zuerst auf dem Schlachtschiff Revenge und dann auf dem Schlachtschiff Rodney seine ersten Verwendungen. Er vergaß seine Erfahrung als Midshipman an Bord der Rodney 1930 nicht, als es beinahe zu einer Meuterei kam und spürte die allgemeine Unruhe der Flotte. 1932 diente er auf der Sloop Bideford im Persischen Golf und dann auf dem Schlachtschiff Malaya, das zur Heimatflotte (Home Fleet) gehörte. 1931 zum Kapitänleutnant (Lieutenant) befördert, qualifizierte er sich 1935 als Artillerieoffizier und diente während des Spanischen Bürgerkrieges auf dem Zerstörer Grenville. 1939 war er Artillerieoffizier und leitender Stabsoffizier der 16. Flottille auf dem Zerstörer Malcolm, der hauptsächlich im Ärmelkanal operierte. Im Mai 1940 wurde er zur Marinebasis Devonport zum Leichten Kreuzer Trinidad versetzt, wodurch er nicht wie von ihm beabsichtigt an der Schlacht von Dünkirchen (26. Mai bis 5. Juni 1940) teilnehmen konnte. Stattdessen erhielt er den Job, den er den „Gilbertian“ nannte, 120 Wehrpflichtige nach Bath zu bringen, wo er am Bahnhof von einem Admiral empfangen wurde, der ihm sagte, dass die Moral in Bath niedrig sei. Twiss ließ die Wehrpflichtigen, die noch eine Woche zuvor Zivilisten gewesen waren, mit aufgepflanzten Bajonetten durch die Straßen von Bath marschieren, woraufhin die dortige Moral entsprechend stieg.
Im Sommer 1940 wurde Twiss zum Artillerieoffizier des Schweren Kreuzers Exeter ernannt, der nach seinem berühmten Kampf am 13. Dezember 1939 gegen das deutsche Panzerschiff Admiral Graf Spee in Devonport umgerüstet wurde. Ihr Kapitän starb am Tag vor ihrer Indienststellung im März 1941, was die Matrosen der Exeter als sehr schlechtes Omen betrachteten. Im Februar 1942 gehörte sie zu einer gemischten provisorischen Truppe britischer, niederländischer, US-amerikanischer und australischer Kriegsschiffe unter dem niederländischen Konteradmiral Karel Doorman, die auf eine überlegene Flotte der Kaiserlich Japanischen Marine traf, die Invasionskonvois nach Java eskortierte. Sieben alliierte Schiffe wurden versenkt. Die Exeter wurde beschädigt und ging zur Reparatur nach Surabaya. Am 28. Februar 1942 segelte sie mit den Zerstörern Encounter und Pope in der Hoffnung, in den Indischen Ozean zu entkommen, aber am frühen 1. März 1942 trafen sie in der Zweiten Schlacht in der Javasee auf eine andere große japanische Streitmacht und alle drei Schiffe wurden versenkt. Nach zwanzig Stunden auf einem Floß wurde Twiss von einem japanischen Zerstörer gerettet und zuerst nach Makassar japanische Kriegsgefangenschaft gebracht. Dann wurde er mit anderen britischen, amerikanischen und niederländischen Offizieren und Soldaten in einem von Kakerlaken befallenen Schiff nach Japan transportiert und in einem dem Roten Kreuz unbekannten Lager in der Nähe von Yokohama inhaftiert. Dort und in anderen Lagern wurden sie jahrelang unterernährt grausam behandelt. Es fehlte ihnen an angemessener Kleidung und medizinischen Einrichtungen. Ruhr und Beriberi waren endemisch, und zu einem bestimmten Zeitpunkt konnten sie nur noch Frösche und Pilze von Bäumen essen. Aber obwohl sie allen möglichen Demütigungen ausgesetzt waren und gezwungen wurden, sich jeden Morgen im Morgengrauen vor dem Tennō, dem japanischen Kaiser, zu verbeugen, ließ ihre Stimmung nie nach. Er selbst beschrieb, wie er, als er monatelang an Ruhr erkrankt war und sich extrem niedergeschlagen fühlte, von einem Vogelgesang vor seiner Zelle sehr aufgemuntert wurde. Zu Weihnachten 1942 führte das britische Kontingent die Pantomime Cinderella auf. Laut dem Historiker des Lagers war Twiss eine „brillante Feenkönigin, komplett mit Flügeln und Schirm, gekrönt von einem großen Stern“ (‚brilliant fairy queen, complete with wings and umbrella surmounted by one large star‘). Als er nach dem Krieg nach Hause kam, hatte er nur noch die Hälfte seines normalen Gewichts. 1945 wurde er für seinen Einsatz als Artillerieoffizier der Exeter in der Schlacht in der Javasee mit dem Distinguished Service Cross (DSC) ausgezeichnet und zum Fregattenkapitän (Commander) befördert.

### Nachkriegszeit, Schiffskommandant und Aufstieg zum Admiral

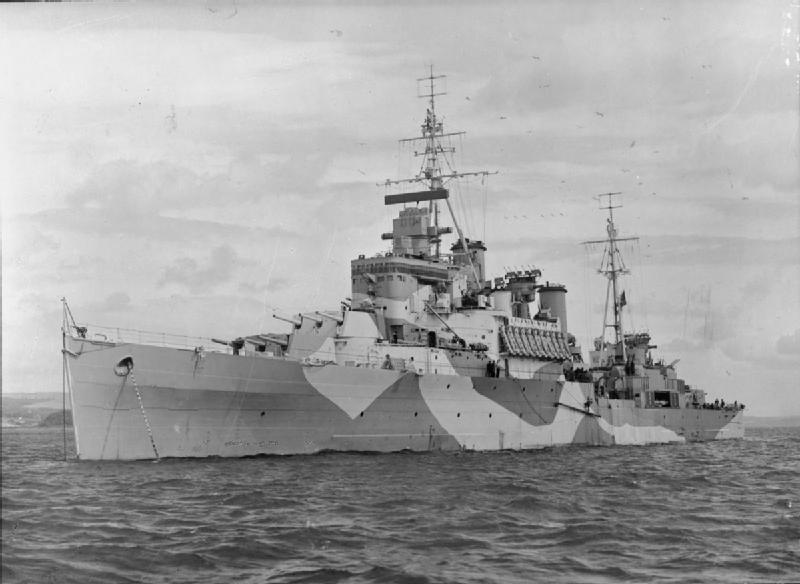
Kapitän zur See Twiss war zwischen 1957 und 1959 Kommandant des Leichten Kreuzers Ceylon.

Nach dem Zweiten Weltkrieg übernahm Frank Twiss als Commanding Officer über die Flugabwehr-Fregatte Porlock Bay in Westindien sein erstes Kommando. An Bord gab es nur wenige langweilige Momente: Das Schiff verlor die geheimen Räder für seine Codiermaschine, führte drei Monate lang alle Konten mit dem falschen Dollarkurs und wurde mit dem Oberbefehlshaber an Bord von einem Hurrikan auf Bermuda heimgesucht. Zu seinem Entsetzen wurde er dann zum „Gas“-Kommandanten der HMS Excellent, der Schießschule in Portsmouth, ernannt. Es waren die frühen Tage der atomaren, biologischen und chemischen Kriegsführung, und fast zwei Jahre lang musste er „trostlose Kurse bei der Armee“ (‚dreary courses with the Army‘) besuchen und „morbide Ärzte in Porton Down besuchen – bis zu meinem schlimmsten Schlag, überredete ich den Generaldirektor Ausbildung zum Verkauf des ganzen Kabelbaums an die Damage Control School“ (‚morbid doctors at Porton Down—until my finest stroke—I persuaded the Director General of Training to sell the whole caboodle to the Damage Control School‘). 1950 wurde er zum Kapitän zur See (Captain) befördert und Kommandant der HMS Excellent, wo er eine Herde Kühe, eine Schweinefarm und eine Herde Hühner betrieb. Er fungierte zwischen 1951 und 1953 als stellvertretender Sekretär von Admiral of the Fleet, Sir Rhoderick McGrigor, der zu der Zeit Erster Seelord und Chef des Marinestabes war. Es war eine hektische Zeit, als Winston Churchill als Premierminister an die Macht zurückkehrte und die NATO gegründet wurde. Danach war er zwischen Juni 1953 und November 1954 Kapitän des Fischereischutzgeschwaders (Captain, Fishery Protection Squadron) bevor er von November 1954 bis Dezember 1957 als Kommandant der HMS Gamecock, des Marinefliegerstützpunktes (Royal Navy Air Station) in Bramcote, Verwendung fand. Im Dezember 1957 übernahm er das Kommando über den Leichten Kreuzer Ceylon, den er, wie er sagte, in einem schlechten Zustand von Moral und Sauberkeit vorfand, und behielt diesen Posten bis Dezember 1959.
Im April 1960 wurde Twiss als Konteradmiral (Rear-Admiral) Marinesekretär (Naval Secretary) beim Ersten Lord der Admiralität (First Lord of the Admiralty), Peter Carington, 6. Baron Carrington, der ein lebenslanger Freund wurde, und bekleidete diese Funktion bis Juli 1962. Für seine Verdienste in jener Zeit wurde er 1962 Companion des Order of the Bath (CB). Daraufhin übernahm er im September 1962 den Posten als Kommodore der Zerstörer der Heimatflotte (Commander, Home Fleet Destroyers) und behielt diesen bis Oktober 1964. Er wurde in dieser Verwendung 1963 zum Vizeadmiral (Vice-Admiral) befördert. Am 1. Januar 1965 wurde er zum Knight Commander des Order of the Bath (KCB) geschlagen, so dass er fortan den Namenszusatz „Sir“ führte. Auf dem Höhepunkt der Konfrontasi, der Konfrontation zwischen Indonesien und Malaysia, wurde er im Januar 1965 Nachfolger von Vizeadmiral Sir Desmond Dreyer Oberkommandierender der Fernostflotte (Commander-in-Chief, Far Eastern Fleet) und hatte dieses Amt bis Juni 1967 inne, woraufhin Vizeadmiral Sir William Donough O’Brien ihn ablöste.
Zuletzt wurde Sir Frank Twiss im August 1967 Admiral und löste Admiral Sir Peter Hill-Norton als Zweiter Seelord und Chef des Marinepersonals (Second Sea Lord and Chief of Naval Personnel) ab. Er verblieb in dieser Funktion bis März 1970, woraufhin Admiral Andrew MacKenzie Lewis seine Nachfolge antrat. Als Zweiter Seelord forderte er alle seine Abteilungsleiter auf, regelmäßig auf die Schiffe und Flotteneinrichtungen zu gehen und herauszufinden, was die Matrosen dachten.

### Ruhestand, Ehrenämter und Familie
Als Nachfolger von Air Chief Marshal Sir George Holroyd Mills übernahm Twiss im Oktober 1970 das Ehrenamt als Gentleman Usher of the Black Rod und bekleidete dieses bis zu seiner Ablösung durch Generalleutnant Sir David George House am 10. Januar 1978. Als Black Rod fungierte er zudem vom 1. Januar 1971 bis zum 10. Januar 1978 in Personalunion als Sekretär des Lord Great Chamberlain und als Sergeant-at-Arms des Oberhauses (House of Lords). Am 31. Dezember 1977 wurde er für seine langjährigen Verdienste in diesen Funktion zudem zum Knight Commander des Royal Victorian Order (KCVO) geschlagen.
Am 28. November 1936 heiratete er Prudence Dorothy (1915–1974), Tochter von Admiral John de Mestre Hutchison (1862–1932). Aus dieser Ehe gingen zwei Söhne und eine Tochter hervor. Nachdem seine erste Frau 1974 gestorben war, heiratete er am 19. August 1978 Rosemary Maitland Chilton (* 1916), Tochter des Geschäftsmanns Charles Maitland Howe und Witwe des Seeoffiziers Kapitän Denis Chilton. Er war mit einem unbändigen Sinn für Humor begabt und sagte einmal über Dartmouth in den 1920er Jahren, dass „es viel schlimmer war als jedes japanische Kriegsgefangenenlager“(‚it was much worse than any Jap PoW camp‘). Einer seiner Kameraden auf dem Zerstörer HMS Malcolm schrieb Jahre später über ihn: „Ich betrachte ihn als einen der wenigen wirklich lustigen Männer, die ich kenne“ (‚'I regard him as one of the very few really funny men I know‘). Er hatte eine enorme Bandbreite an Freunden aller Altersgruppen und aus allen Gesellschaftsschichten. Wie einer sagte: „Er hatte dieses wunderbare Funkeln an sich“ (‚he had this marvellous sparkle about him‘). Mit seiner Größe und schlanken Statur war er eine würdevolle Person als Black Rod. Seine Augen erholten sich nie richtig von den Schäden, die durch Meerwasser und Öltreibstoff der HMS Exeter verursacht wurden, und in seinen letzten Jahren war er blind: Normalerweise wollte er seine Augen der medizinischen Forschung spenden. Er starb am 26. Januar 1994 im Princess Alexandra Hospital in Wroughton, Wiltshire, an Krebs. Am 23. März 1994 fand in St. Martin-in-the-Fields ein Gedenkgottesdienst statt.

## Veröffentlichungen
- HMS Exeter, March 1941 – August 1945, Mitautor N. H. Power, 1946
- Near mutiny, in: Naval Review, 78/4, Oktober 1990

## Hintergrundliteratur
- A. J. Marder, M. Jacobsen, J. Horsfield: Old friends, new enemies: the Royal Navy and the imperial Japanese navy, 2 Bände, 1981–1990
- Obituary Admiral Sir Frank Twiss, Nachruf in: The Daily Telegraph, 28. Januar 1994
- Chris Howard Bailey (Hrsg.): Social change in the Royal Navy, 1924–70. The life and times of Admiral Sir Frank Twiss, 1996